# العلاقات البوليفية البيلاروسية
العلاقات البوليفية البيلاروسية هي العلاقات الثنائية التي تجمع بين بوليفيا وروسيا البيضاء.

## مقارنة بين البلدين
هذه مقارنة عامة ومرجعية للدولتين:
| وجه المقارنة                                              | بوليفيا                                          | روسيا البيضاء                    |
| --------------------------------------------------------- | ------------------------------------------------ | -------------------------------- |
| المساحة (كم2)                                             | 1.10 مليون                                       | 207.60 ألف                       |
| عدد السكان (نسمة)                                         | 11.05 مليون                                      | 9.50 مليون                       |
| الكثافة السكانية (ن./كم²)                                 | 10.05                                            | 45.76                            |
| العاصمة                                                   | سوكري، لاباز                                     | مينسك                            |
| اللغة الرسمية                                             | اللغة الإسبانية، اللغة الأيمرية، كتشوا، غوارانية | اللغة البيلاروسية، اللغة الروسية |
| العملة                                                    | بوليفاريو بوليفي                                 | روبل بلاروسي                     |
| الناتج المحلي الإجمالي (بليون دولار)                      | 37.51 مليار                                      | 54.44 مليار                      |
| الناتج المحلي الإجمالي (تعادل القوة الشرائية) بليون دولار | 74.58 مليار                                      | 168.35 مليار                     |
| الناتج المحلي الإجمالي الاسمي للفرد دولار أمريكي          | 3.08 ألف                                         | 5.74 ألف                         |
| الناتج المحلي الإجمالي للفرد دولار أمريكي                 | 6.63 ألف                                         | 18.18 ألف                        |
| مؤشر التنمية البشرية                                      | 0.662                                            | 0.798                            |
| رمز المكالمات الدولي                                      | +591                                             | +375                             |
| رمز الإنترنت                                              | .bo                                              | .by، .бел                        |
| المنطقة الزمنية                                           | 00                                               | ت ع م+03:00                      |

## منظمات دولية مشتركة
يشترك البلدان في عضوية مجموعة من المنظمات الدولية، منها:
| علم المنظمة | اسم المنظمة                        | تاريخ انضمام بوليفيا | تاريخ انضمام روسيا البيضاء |
| ----------- | ---------------------------------- | -------------------- | -------------------------- |
|             | الاتحاد البريدي العالمي            | ?                    | ?                          |
|             | منظمة حظر الأسلحة الكيميائية       | ?                    | ?                          |
|             | الأمم المتحدة                      | 14 نوفمبر 1945       | 24 أكتوبر 1945             |
|             | وكالة ضمان الاستثمار متعدد الأطراف | 3 أكتوبر 1991        | 3 ديسمبر 1992              |
|             | منظمة الشرطة الجنائية الدولية      | ?                    | ?                          |
|             | مؤسسة التمويل الدولية              | 20 يوليو 1956        | 2 نوفمبر 1992              |
|             | الاتحاد الدولي للاتصالات           | 1 يونيو 1907         | 7 مايو 1947                |
|             | البنك الدولي للإنشاء والتعمير      | 27 ديسمبر 1945       | 10 يوليو 1992              |
|             | يونسكو                             | 13 نوفمبر 1946       | 12 مايو 1954               |

## وصلات خارجية
- موقع وزارة الخارجية البوليفية
- موقع وزارة الخارجية البيلاروسية